# Heterachthes delicatus
Heterachthes delicatus là một loài bọ cánh cứng trong họ Cerambycidae.